# 반작용
물리학에서 반작용(reaction) 또는 반동(反動)은 어떤 작용이나 물체의 움직임에 대하여 일어나는 반대 작용적 움직임이다.

작용-반작용의 상쇄

뉴턴 운동 법칙 중 제3법칙 작용과 반작용의 법칙으로 설명되는 운동량 벡터의 한 형태이다.
진자나 파동처럼 진동과 연관되어 물체에 작용하는 힘과 같은 주요한 자연현상을 이해하는 데 필요하다.
뉴턴의 법칙에 따라 모든 물체의 움직임에는 작용과 동시에 작용과 같은 크기와 작용과 반대하는 방향의 힘이 대칭을 이루므로, 반동은 상대적인 작용이다.
{\displaystyle \mathbf {F} _{ba}=F{\frac {\mathbf {r} _{b}-\mathbf {r} _{a}}{\Vert \mathbf {r} _{b}-\mathbf {r} _{a}\rVert }}=-\mathbf {F} _{ab}} -제3법칙의 강한형태(Strong Form)
모든 물체는 움직임이 없기 위해서는, 즉 서로에게 작용하는 힘의 크기가 같고, 방향이 반대가 되는 두 (물체의)힘이 서로를 상쇄시켜 {\displaystyle 0}이 되어야 한다.

## 같이 보기
- 아이작 뉴턴
- 뉴턴 운동 법칙#제3법칙: 작용과 반작용의 법칙